# 평원멧밭쥐
평원멧밭쥐(Reithrodontomys montanus)는 비단털쥐과에 속하는 설치류의 일종이다. 멕시코 북부와 미국 중부 지역에서 발견된다.

## 특징
등 쪽은 회색을 띠며 등 가운데에 짙은 회색 줄무늬가 나 있고, 배 쪽은 희끄무레하다. 꼬리는 털이 거의 없고 짧으며, 등 가운데의 줄무늬와 같은 색을 띤다. 몸길이는 54~146mm, 꼬리 길이는 20~69mm이다. 암컷 몸무게는 7.5~13.5g으로 수컷 6.5~10.8g 보다 약간 크다. 털 길이는 겨울에 11~12mm, 여름에 6~7mm로 계절마다 차이가 난다.